# Igor Petrowitsch Wolk

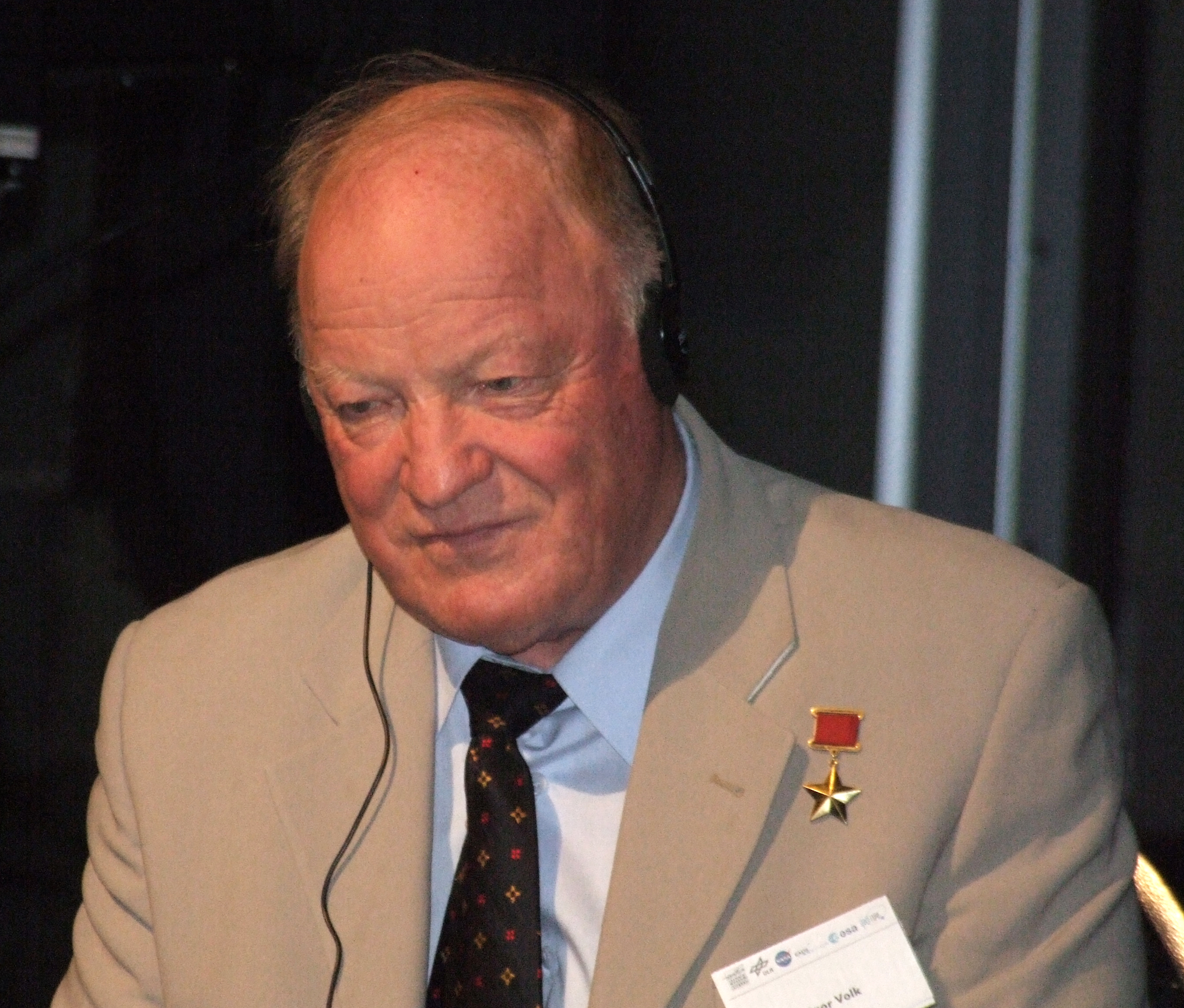
Igor Wolk (2008)

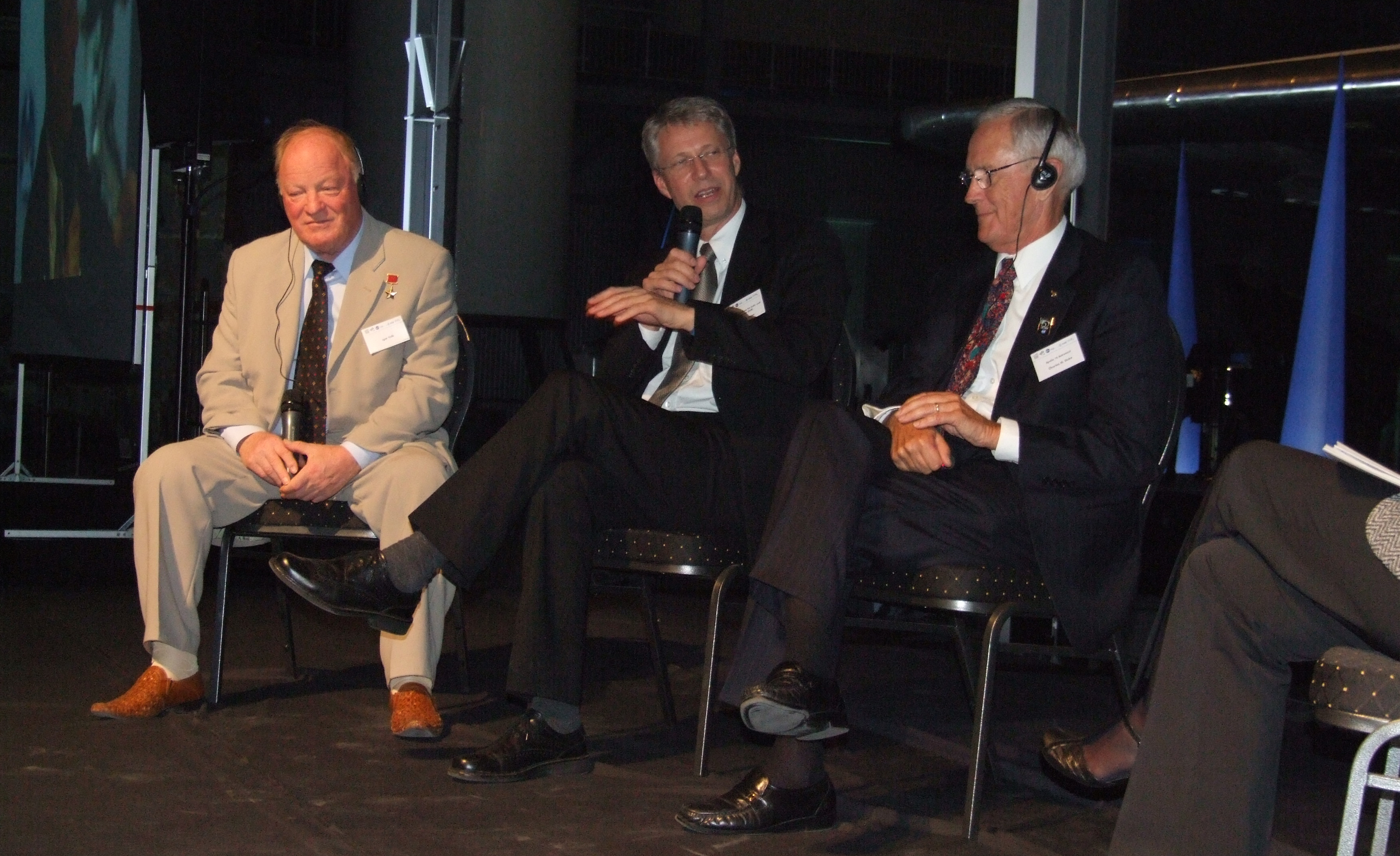
Igor Wolk, Thomas Reiter, Charlie Duke bei der Eröffnung der Raumfahrthalle des Technik-Museums Speyer am 2. Oktober 2008

Igor Petrowitsch Wolk (russisch И́горь Петро́вич Волк, wiss. Transliteration Igor' Petrovič Volk; * 12. April 1937 in Smijiw, Oblast Charkow, Ukrainische SSR; † 3. Januar 2017 in Plovdiv, Bulgarien) war ein Pilot und sowjetischer Kosmonaut. Wolk führte als Kommandant gemeinsam mit Rimantas Stankevičius, welcher als Pilot fungierte, die ersten atmosphärischen Flüge des Buran-Prototyps OK-GLI durch.

## Leben
Igor Wolk absolvierte 1956 die Militärfliegerpilotenschule in Kirowograd, bevor er die Filiale „Strela“ des Moskauer Staatlichen Luftfahrtinstitutes besuchte, das er 1969 erfolgreich abschloss. Während der Erprobung des im Rahmen des militärischen Programms Spiral gebauten Gleiters MiG-105 fungierte er bei einigen Flügen ab Mai 1976 als Testpilot. Nach seiner Auswahl als Kosmonaut begann er im Dezember 1978 die Grundausbildung für Kosmonauten OKP, die er nach Übernahme durch die Staatliche Zwischenbehördliche Kommission am 30. Juli 1980, die den Piloten als Kosmonaut für das Buran-Programm verwenden wollte, im Juli 1980 abschließen konnte. 1984 war Igor Wolk als Forschungskosmonaut Mitglied der vierten Gastmannschaft von Saljut 7; als Zubringerraumschiff diente Sojus T-12. Als Kommandant führte Wolk gemeinsam mit Stankevičius am 10. November 1985 den Erstflug und am 10. Dezember 1986  die erste automatische Landung des für atmosphärische und Landungstests gebauten Prototyps OK-GLI der Raumfähre Buran durch. 
Im Jahre 1996 schied er aus dem Kosmonautenkorps aus, arbeitete dann jedoch weiter als Testpilot für das zivile Flugforschungsinstitut des  Russischen Ministeriums für Luftfahrtindustrie. Nach seinem 40-jährigen Dienstjubiläum ging Wolk am 26. Februar 2002 in Rente. Zuletzt bekleidete er den Rang eines Obersts der Reserve der russischen Luftstreitkräfte. Igor Wolk betätigte sich später als Erfinder. Sein letztes Projekt „Lark“ beinhaltete eine Studie zu einem Auto, das Flugeigenschaften besitzen sollte.

## Privates
Wolk war verheiratet und hatte zwei Kinder.